# Dermestes vorax
Dermestes vorax es una especie de escarabajo de piel del género Dermestes, tribu Dermestini, subfamilia Dermestinae. Fue descrita por Motschulsky en 1860.

## Descripción
Mide 7-8 mm de longitud.

## Distribución y hábitat
Se distribuye por Rusia (Siberia oriental, Sajalín), Corea, Japón, China, islas Kuriles e Italia. Especie introducida en la costa de Croacia.